# Lagunillas (San Luis Potosí)
Lagunillas (San Luis Potosí) é um município do estado de San Luis Potosí, no México. Possui uma população de 5453 habitantes (2020).